# Fratercula arctica
El frailecillo atlántico (Fratercula arctica), también conocido como frailecillo común o simplemente frailecillo, es una especie de ave caradriforme de la familia Alcidae.
Es el único frailecillo nativo del océano Atlántico; dos especies relacionadas, la bola de fraile y el frailecillo con cuernos, se encuentran en el noreste del Pacífico. El frailecillo atlántico cría en Islandia, Noruega, Groenlandia, Terranova y muchas islas en el norte del Atlántico. En el sur y oeste, su actividad llega hasta Maine y a las islas británicas en el este. El frailecillo atlántico tiene una gran población y una amplia gama. No se considera en peligro de extinción, aunque hay disminución en el número de ejemplares. En tierra, tiene la típica postura erguida de un alcidae. En el mar nadan en la superficie y se alimentan principalmente de pequeños peces, los cuales atrapan sumergiéndose en el agua, utilizando sus alas para la propulsión.
El frailecillo atlántico tiene una corona y espalda negra, mejillas gris pálido y “pantalones” blancos. Es ancho, con un pico rojo y negro visiblemente marcado y patas naranjas que contrastan con su plumaje. Esta muda de piel estando en el mar en invierno y algunas de las características faciales con colores brillantes se pierden. La apariencia externa del macho y la hembra adultos es idéntica, excepto que el macho es ligeramente más largo. El joven tiene plumaje similar, pero sus mejillas son gris oscuro. El joven no tiene ornamentos de colores brillantes en la cabeza, su pico es menos ancho y es gris oscuro con una punta amarillenta y café, y sus patas también son oscuras. Los frailecillos de poblaciones del norte son típicamente más largos que sus equivalentes en partes más al sur. Generalmente, se considera que estas poblaciones son diferentes subespecies.
El frailecillo atlántico pasa el otoño y el verano en mar abierto en los fríos mares del norte y regresa a la costa cuando comienza la época de apareamiento en la primavera. Anida en el punto más alto del acantilado en colonias, cavando una madriguera en la que solamente pone un huevo blanco. El polluelo se alimenta de pescado entero y crece rápidamente. Aproximadamente después de seis semanas ya tiene el plumaje adulto y se abre paso de noche hacia el mar. Nada desde la costa y no regresa a la tierra continental por varios años.
Las colonias están principalmente en islas donde no hay depredadores terrestres, sino aves adultas y los polluelos están en peligro de ser atacados en el aire por gaviotas y págalos. A veces un pájaro como el págalo ártico puede atormentar a un frailecillo llegando con peces, causando que deje caer su presa. El aspecto llamativo, el gran pico colorido, la marcha de pato y el comportamiento de esta ave ha dado lugar a apodos como "payaso del mar" y "perico del mar". Es el símbolo de ave oficial de la provincia canadiense de Terranova y Labrador.

## Taxonomía y etimología
El frailecillo atlántico es una especie de ave marítima que pertenece a los Charadriiformes. Se encuentra en la familia de los Alcidae, que incluye a los araos y los mérgulos, y los “Puffins” son familiares cercanos; ambos componen la tribu Fraterculini. El frailecillo atlántico es la única especie en el género Fratercula que se encuentra en el océano Atlántico. Otras dos especies se pueden encontrar al noreste del Pacífico, el Fratercula cirrhata y el Fratercula corniculata, siendo el segundo el familiar más cercano al “Atlantic Puffin”.
El nombre científico Fratercula proviene del latín medieval fratercula, fraile, el cual hace referencia al plumaje negro con blanco que asemeja las togas utilizadas en los monasterios. El nombre específico “Arctica” se refiere a la distribución en el norte del ave, siendo derivado del griego άρκτος ("arktos"), oso, que así mismo hace referencia a la constelación del norte, la Osa Mayor. Aun cuando la especie es conocida como el frailecillo común, "frailecillo atlántico" es el nombre inglés recomendado por el Congreso Ornitológico Internacional.
Existen tres subespecies:
- Fratercula arctica arctica
- Fratercula arctica grabae
- Fratercula arctica naumanni

La única diferencia morfológica entre las tres es su tamaño. La longitud del cuerpo, de las alas y del pico se incrementa a la vez que la latitud lo hace también. Por ejemplo, un frailecillo del norte de Islandia (subespecie naumanii) pesa alrededor de 650 g y tiene una amplitud de ala de 186 mm, mientras que los faroes (subespecie grabae) pesan 400 g y la longitud de sus alas es de 158 mm. Los individuos del sur de Islandia (subespecie arctica) tienen un tamaño intermedio entre los otros dos. Ernst Mayr ha argumentado que las diferencias en el tamaño son clinales y típicas de variaciones encontradas en la población periférica, y que no hay subespecies reconocidas.

## Descripción

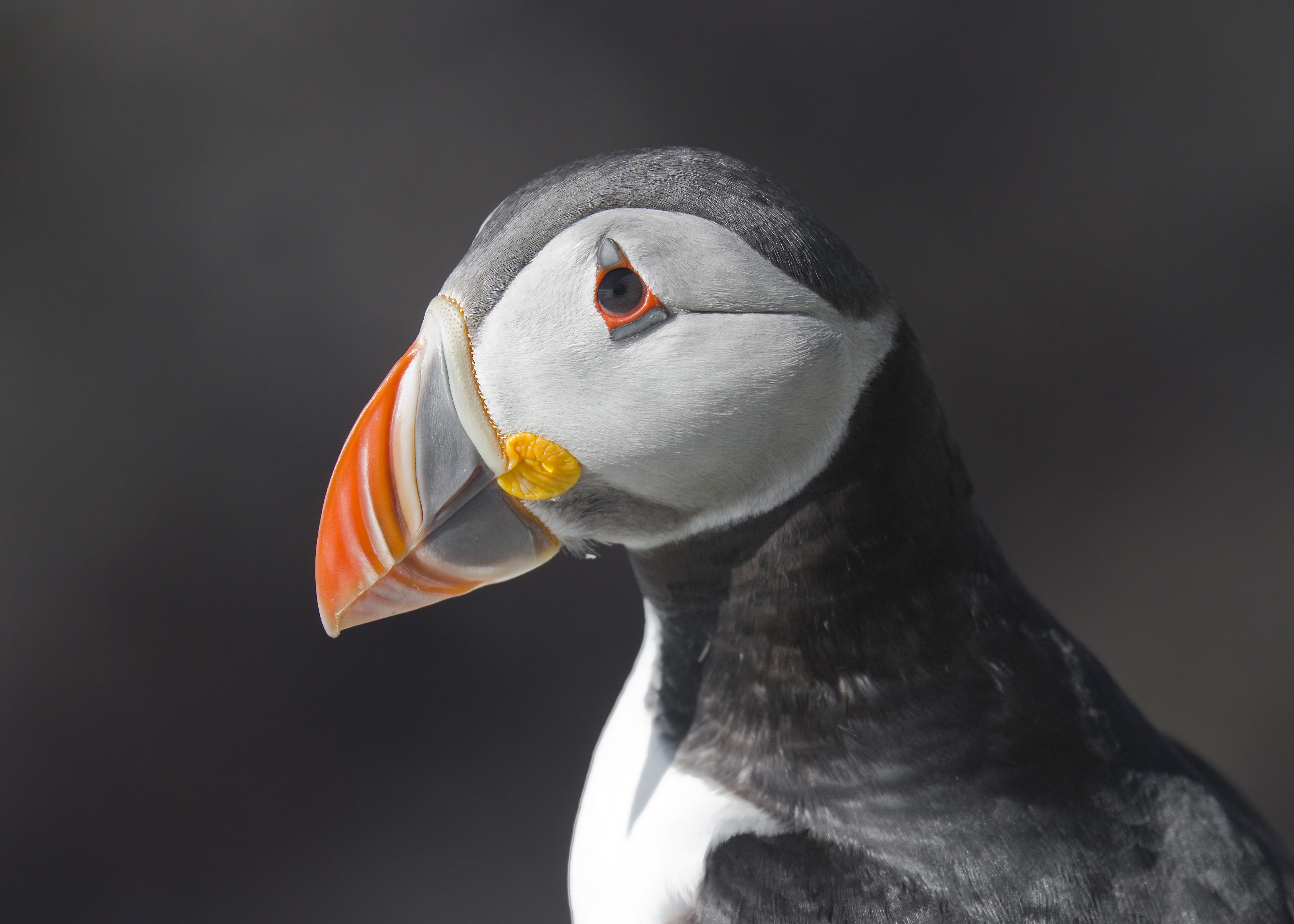
Los frailecillos adultos tienen picos coloridos durante la temporada de apareamiento.

El frailecillo atlántico tiene una estructura sólida con un cuello ancho y alas y cola cortas. Tiene de 28 a 30 cm de longitud desde la punta de su grueso pico hasta la cola desafilada. Su envergadura es de 47 a 63 cm y alcanza unos 20 cm de altura. El macho es, generalmente, un poco más largo que la hembra, pero los colores son los mismos. Al frente, en la cabeza, la corona y nuca son de color negro brillante, así como las alas y la cola. Un collar ancho y negro se extiende alrededor del cuello y la garganta. En cada lado de la cabeza hay una gran área en forma de rombo de color gris pálido. Estos “parches” en la cara se extienden hasta un punto en que casi se encuentran en la parte posterior del cuello. Da forma a la cabeza un pliegue que se extiende desde el ojo hasta cada parche, dando la apariencia de una línea gris inferior. El ojo parece casi de forma triangular gracias a un área pequeña y picuda de piel callosa color azul-gris en la parte de arriba y un “parche” rectangular en la parte de abajo. El iris es café o azul muy oscuro y cada uno tiene un anillo rojo alrededor. Los “pantaloncillos” del ave, el pecho, el vientre y la parte de abajo de la cola son blancos. Al final de la temporada de apareamiento, el plumaje negro puede haber perdido el brillo y haber tomado una tonalidad café. Las patas son cortas y se encuentran en la parte de atrás del cuerpo, dando al ave la postura erguida en la tierra. Ambas patas son de color naranja brillante, y hay un contraste con sus garras negras y afiladas.
El pico es muy distintivo. De lado, el pico es ancho y triangular, pero visto desde arriba es estrecho. La mitad cercana a la punta (distal) es rojo-anaranjado, y la mitad cercana a la cabeza (proximal) es gris pizarra. Hay una cresta amarilla en forma de V separando ambas partes y una tira carnosa amarilla en la base del pico. En la articulación de las mandíbulas hay una ventana arrugada y amarilla. Las proporciones exactas del pico varían según la edad del ave. En el caso de un individuo inmaduro, el pico ha llegado a la longitud máxima, pero no es tan ancho como el de un adulto. Con el tiempo, el pico se profundiza, el borde superior se vuelve curvo y se genera un pliegue en la base. Conforme el ave envejece, una o varias ranuras se llegan a formar en la parte roja. El ave tiene una poderosa mordida.

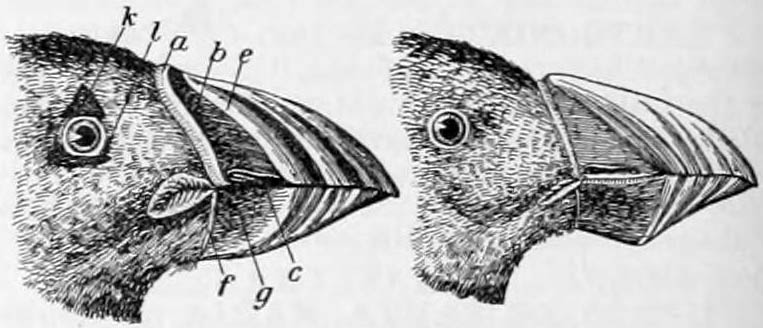
Apariencia del pico y ojos durante la temporada de apareamiento (izquierda) y después de la misma (derecha).

La característica placa del pico anaranjado brillante y otras características faciales se desarrollan en primavera. Al finalizar la temporada de apareamiento, los revestimientos son eliminados en una muda parcial. Esto hace que el pico parezca menos ancho, la punta menos brillante y la base color gris más oscuro. Los ornamentos del ojo se pierden y los ojos aparentan ser redondos. Al mismo tiempo, las plumas en la cabeza y el cuello son reemplazadas y la cara se vuelve más oscura. Este plumaje de invierno pocas veces es visto por humanos, porque cuando dejan a sus polluelos, las aves se dirigen al mar y no regresan a tierra hasta la siguiente temporada de apareamiento. El ave joven es similar al adulto en plumaje, pero en general es más apagado, con una cara gris mucho más oscura y la punta del pico y las patas de color amarillo-café. Después de obtener sus plumas, se dirigen al agua y se van al mar, y no regresan en varios años. Mientras tanto, cada año el pico se ensancha, la cara se empalidece y las patas y el pico se tornan anaranjados.
El frailecillo atlántico tiene un vuelo directo, típicamente a 10 m sobre el nivel del mar y más alto que otros álcidos sobre el agua. Se mueve remando de manera eficiente con sus patas palmeadas. Casi siempre es silencioso en el mar, a excepción de los leves ronroneos que hace en ocasiones al volar. En la colonia de apareamiento es callado en el suelo, pero en la madriguera ruge de manera similar a una sierra eléctrica siendo acelerada.

## Distribución
El frailecillo atlántico es un ave de agua fría en el Norte del océano Atlántico. Cría en las costas del noroeste de Europa, los flecos árticos y hasta el este de Norteamérica. La colonia más grande está en Islandia, donde el 60 % de los frailecillos atlánticos del mundo anidan. La colonia más grande en el oeste del Atlántico (estimada más de 260 000 parejas) se encuentra en la Reserva Ecológica de Witless Bay, al sur de San Juan de Terranova. Otras localizaciones principales de apareamiento incluyen las costas norte y oeste de Noruega, las islas Faroe, las islas Shetland y Orkney, la costa oeste de Groenlandia y las costas de Terranova. Colonias más pequeñas también se encuentran en las islas británicas, el área Murmansk en Rusia, Novaya Zemlya, Spitzbergen, Labrador, Nueva Escocia y Maine. Las islas parecen particularmente atractivas a las aves para criar, comparadas con sitios en el continente.
Cuando está en el mar, el ave se extiende extensamente a través del océano Atlántico Norte, incluyendo el mar del Norte, y llega a entrar al Círculo Ártico. En el verano, el límite al sur se extiende del Norte de Francia a Maine, y en el invierno el ave llega a extenderse hasta el mar Mediterráneo y Carolina del Norte. Las aguas oceánicas tienen una extensión de 15 a 30 millones de kilómetros cuadrados (6 a 12 millones de millas cuadradas); así, cada ave tiene más de un kilómetro cuadrado a su disposición y no es sorprendente que rara vez sean vistos fuera del mar. En Maine, se han unido localizadores GPS a las patas de los frailecillos, almacenando información de su localización. Las aves deben ser capturadas de nuevo para poder tener acceso a la información, lo que dificulta la tarea. Se descubrió que un ave había cubierto 4800 millas de océano en ocho meses, viajando al norte del mar de Labrador y luego al sureste hasta la mitad del Atlántico, antes de regresar a la tierra.
En aves de larga experiencia de vida con pequeño tamaño como el frailecillo atlántico, la tasa de supervivencia de un adulto es un factor importante que influye en el éxito de las especies. Solo el 5 % de los frailecillos anillados que no pudieron aparecer de nuevo en la colonia, lo hicieron en la época de reproducción. El resto se perdió un tiempo entre el momento en que salieron de tierra en verano y el momento en que regresaron la siguiente primavera. Las aves pasan el invierno esparcidas en el océano, aunque los individuos de distintas colonias tienen tendencia a pasar el invierno en distintas áreas. Se sabe poco de su comportamiento y su dieta en el mar, pero no se encontró ninguna correlación entre factores ambientales, como los cambios de temperatura y su tasa de mortalidad. Una combinación de la disponibilidad de comida en invierno y verano puede influir en la supervivencia de las aves, dado que los individuos que comienzan en invierno en condiciones pobres tienen menos probabilidad de sobrevivir que aquellos con buenas condiciones.

## Comportamiento
Como varias aves marinas, el frailecillo atlántico pasa la mayor parte del año lejos de la tierra continental, en mar abierto, y solo visita la costa para criar. Es un ave sociable y usualmente cría en grandes colonias.

### En el mar

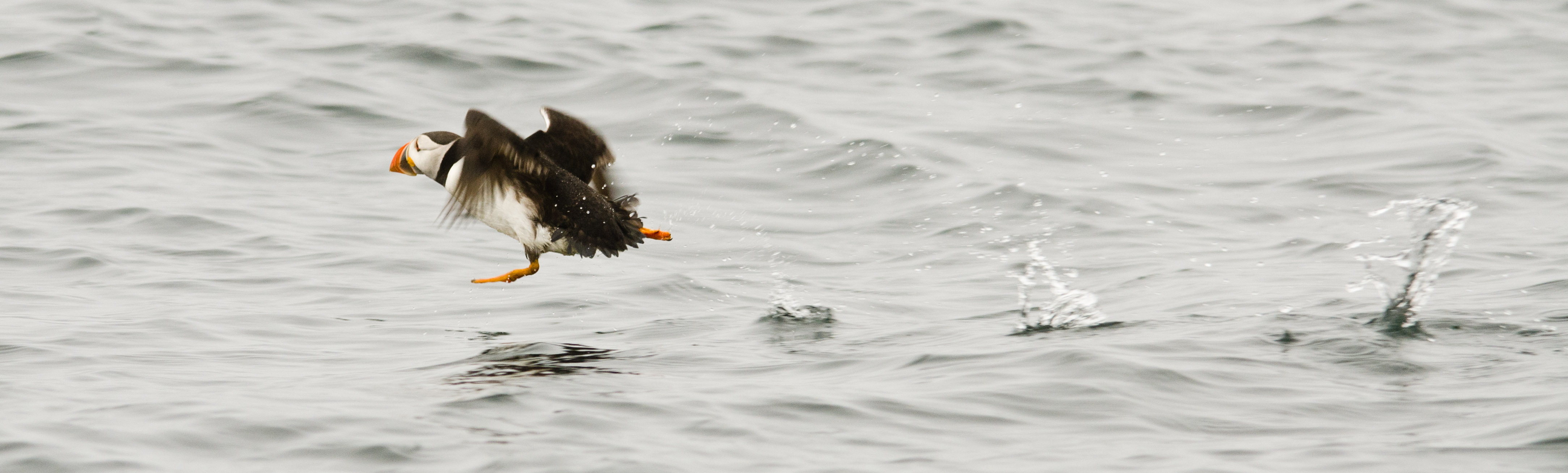
Frailecillo alzando vuelo en las islas Farne, Inglaterra.

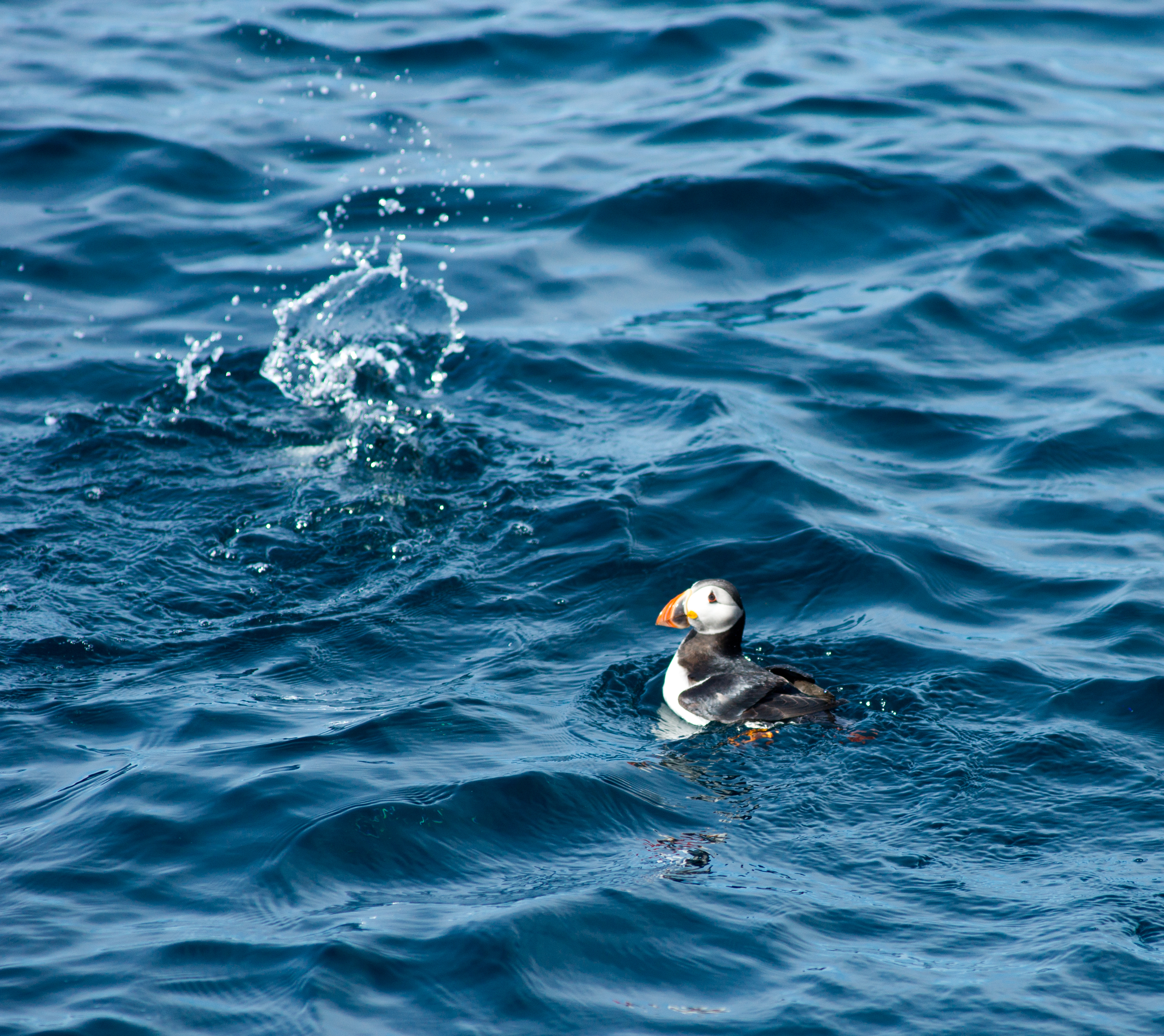
Frailecillo en las olas de la costa norte de Noruega.

Los frailecillos atlánticos llevan existencias solitarias cuando se encuentran en el mar y esta parte de sus vidas ha sido poco estudiada, ya que la tarea de encontrar un ave en el mar es formidable. Cuando está en el mar, el frailecillo atlántico se mueve como un corcho, propulsándose a través del agua con poderosas embestidas de sus patas y manteniéndose volteado hacia el viento, aunque aparentemente descansan y duermen. Pasa mucho tiempo del día acicalándose para mantener sus plumas ordenadas y esparce aceite de una glándula. El suave plumaje bajo permanece seco y proporciona aislamiento térmico. En común con otras aves marinas, la superficie de arriba es negra y la de abajo es blanca. Esto permite el camuflaje ante depredadores aéreos incapaces de observar al ave contra el fondo oscuro del agua y atacantes submarinos que no los distinguen gracias a que se mezclan con el brillante cielo por encima de las olas.
Cuando despega, el frailecillo atlántico golpea la superficie del agua mientras bate sus alas, antes de lanzarse hacia el aire. Para mantener el vuelo, las alas deben moverse rápidamente, varias veces por segundo. El vuelo del ave es directo y bajo sobre la superficie del agua y puede viajar a 80 km por hora. El aterrizaje es extraño; o se estrella contra la cresta de una ola o, en aguas más tranquilas, hace una bajada rápida. Mientras se encuentra en el mar, el frailecillo atlántico lleva a cabo su muda anual. Las aves de tierra pierden sus plumas primarias, un par a la vez, para poder seguir volando, pero el frailecillo cambia todas las primarias de una sola vez y deja de volar por completo un mes o dos. La muda, generalmente tiene lugar entre enero y marzo, pero las aves jóvenes pueden perder sus plumas con el año más avanzado.

### Comida y alimentación

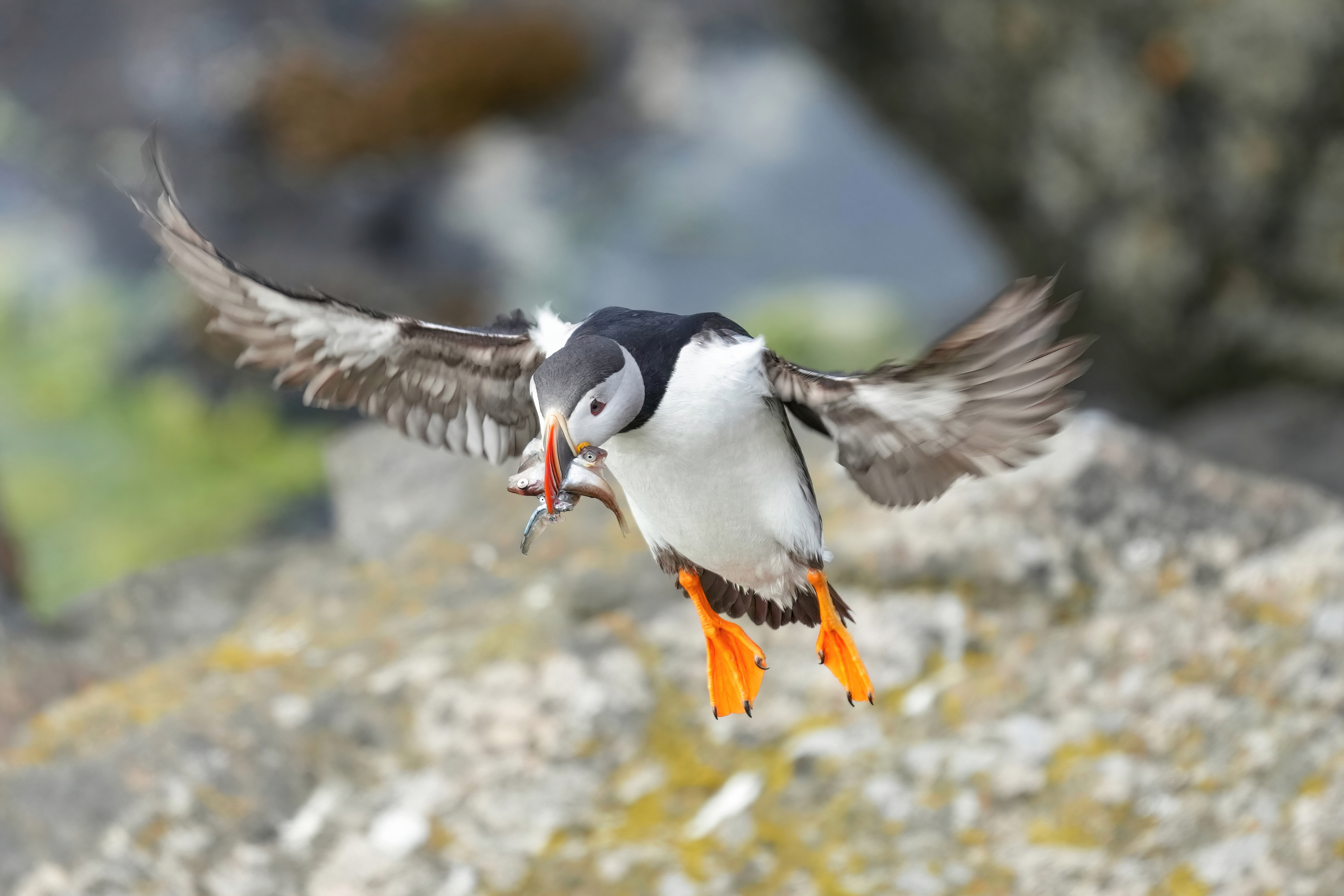
Adulto en vuelo de regreso con varios peces

La dieta del frailecillo atlántico consiste casi por completo en peces, aunque exámenes del estómago han mostrado que ocasionalmente comen camarón, otros crustáceos, moluscos y algunos gusanos, sobre todo en la costa. Cuando pescan, nadan usando sus alas semi-extendidas para "volar" por el agua y sus patas las usa de timón. Nada rápido y alcanza profundidades considerables, y puede permanecer sumergido hasta un minuto. Puede comer un pescado entero de aproximadamente 18 cm, pero sus presas normalmente son más pequeñas, de aproximadamente 7 cm. Pesca mediante la vista y puede tragar peces pequeños mientras se encuentra sumergido, pero los más grandes los lleva a la superficie. Puede atrapar varios peces pequeños en una inmersión, reteniendo los primeros en el pico con ayuda de la lengua ranurada mientras atrapa otros. Las dos mandíbulas están articuladas de tal manera que se pueden mantener de forma paralela, logrando así mantener una fila de peces en su lugar. Se las arregla con el exceso de sal que ingiere en parte a través de su riñón y en parte por medio de la excreción a través de glándulas especializadas ubicadas en sus fosas nasales.

### En la tierra

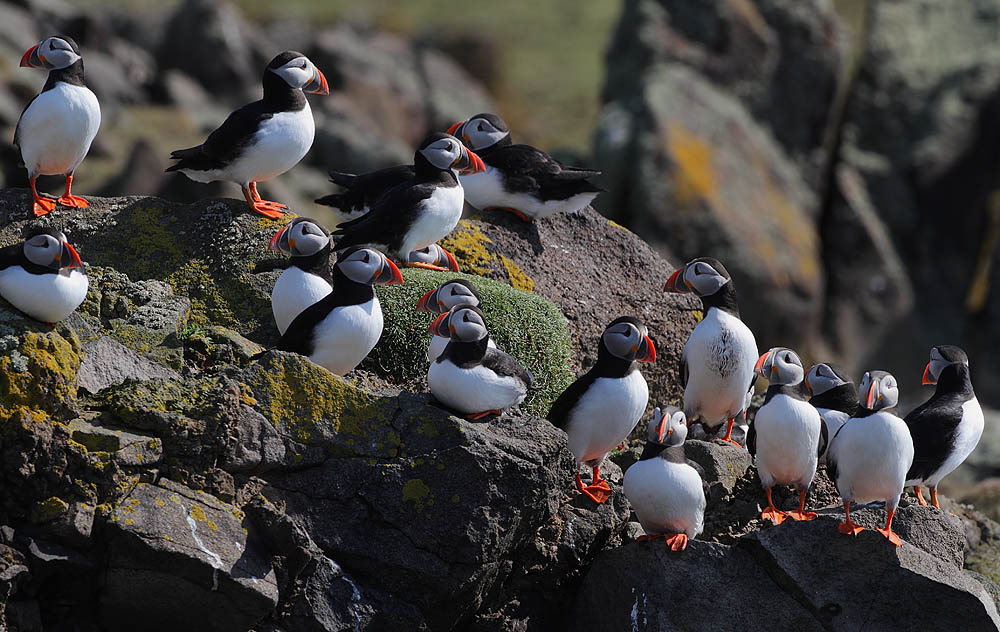
Colonia de frailecillos relajada.

En la primavera, las aves maduras regresan a la tierra, normalmente a la colonia donde salieron del cascarón. Aves que fueron reubicadas cuando eran polluelos mostraron ser fieles al punto donde fueron liberadas. Se reúnen unos días en el mar en pequeños grupos antes de regresar a la cornisa del acantilado. Cada colonia de frailecillos se subdivide en sub-colonias según estándares físicos. Los primeros en llegar tienen el control de las mejores ubicaciones, los lugares para anidar más deseables son las madrigueras excavadas en laderas y están cubiertas de hierba, arriba en el borde del acantilado donde es más fácil despegar. Las aves normalmente son monógamas, pero esto es resultado de la fidelidad que tienen a sus lugares de anidación, más que a sus parejas. Los últimos en llegar a la colonia encuentran los mejores sitios ocupados y tienen que ir a los bordes, donde hay más riesgo de ser presas. Aves más jóvenes pueden salir del agua por un mes o un poco más después de los adultos y no encuentran un sitio disponible. No crían hasta el siguiente año, aunque se ha encontrado que si la tierra que cubre los alrededores de la colonia disminuye antes de que los sub-adultos llegan, la cantidad de parejas de anidación exitosa puede aumentar.

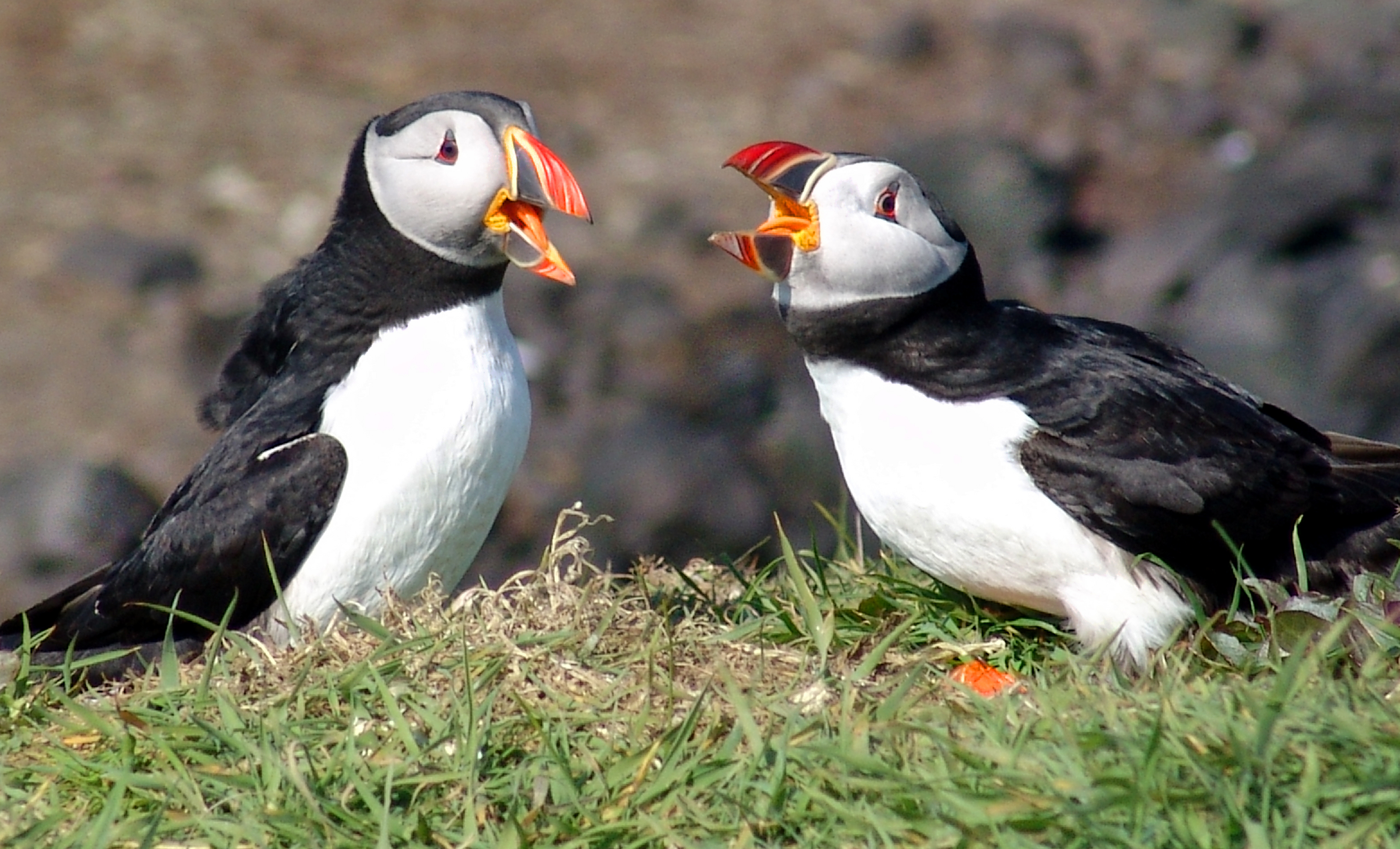
Frailecillos estableciendo dominio.

Los frailecillos atlánticos son precavidos cuando se acercan a la colonia y a ningún ave le gusta la tierra de lugares donde no haya otros frailecillos. Hacen varios circuitos en la colonia antes de bajar. En el suelo pasan mucho tiempo acicalándose, esparciendo aceite de la glándula sebácea y colocando cada pluma en su lugar, ayudándose con el pico o las garras. También pasan tiempo de pie junto a la entrada de sus madrigueras e interactuando con las aves que pasan. El dominio se demuestra con la postura erguida, las plumas del pecho esponjadas y una caminata exageradamente lenta. Aves sumisas agachan la cabeza y mantienen el cuerpo de forma horizontal y se escabullen, pasando entre los individuos dominantes. Las aves normalmente señalan su intención de irse bajando su cuerpo, y después corren por la pendiente, ganando impulso. Si un ave se asusta y se va inesperadamente, puede causar pánico en la colonia de lanzarse en el aire y girar alrededor. La colonia es más activa en la noche, con aves de pie fuera de las madrigueras, descansando en el pasto o paseando. Las pistas se vacían en la noche, cuando las aves vuelan hacia el mar, donde pasan la noche.
Los frailecillos son enérgicos ingenieros de madriguera y reparadores y las laderas cubiertas de hierba pueden ser minadas por una red de túneles. Esto hace que el pasto se seque durante el verano, la vegetación muere y el suelo seco sea llevado lejos por el viento. Las madrigueras en ocasiones colapsan, y los seres humanos pueden hacer que esto suceda por caminar, sin tener cuidado, a través de pendientes de anidación. Una colonia en se perdió debido a la erosión cuando había tan poco suelo que no podían formarse madrigueras. Colonias nuevas normalmente no inician de forma espontánea, porque esta ave solo anida en sitios donde otras están presentes. Sin embargo, la sociedad Audubon tuvo éxito en la isla Eastern Egg Rock, en Maine, donde, después de noventa años, fueron reintroducidos frailecillos y comenzaron a reproducirse de nuevo. En 2011 ya había más de 120 pares anidando en la pequeña isleta. En la isla de May del otro lado del Atlántico, solo cinco pares de frailecillos estaban reproduciéndose en 1958 mientras veinte años después había 10 000 pares.

### Reproducción

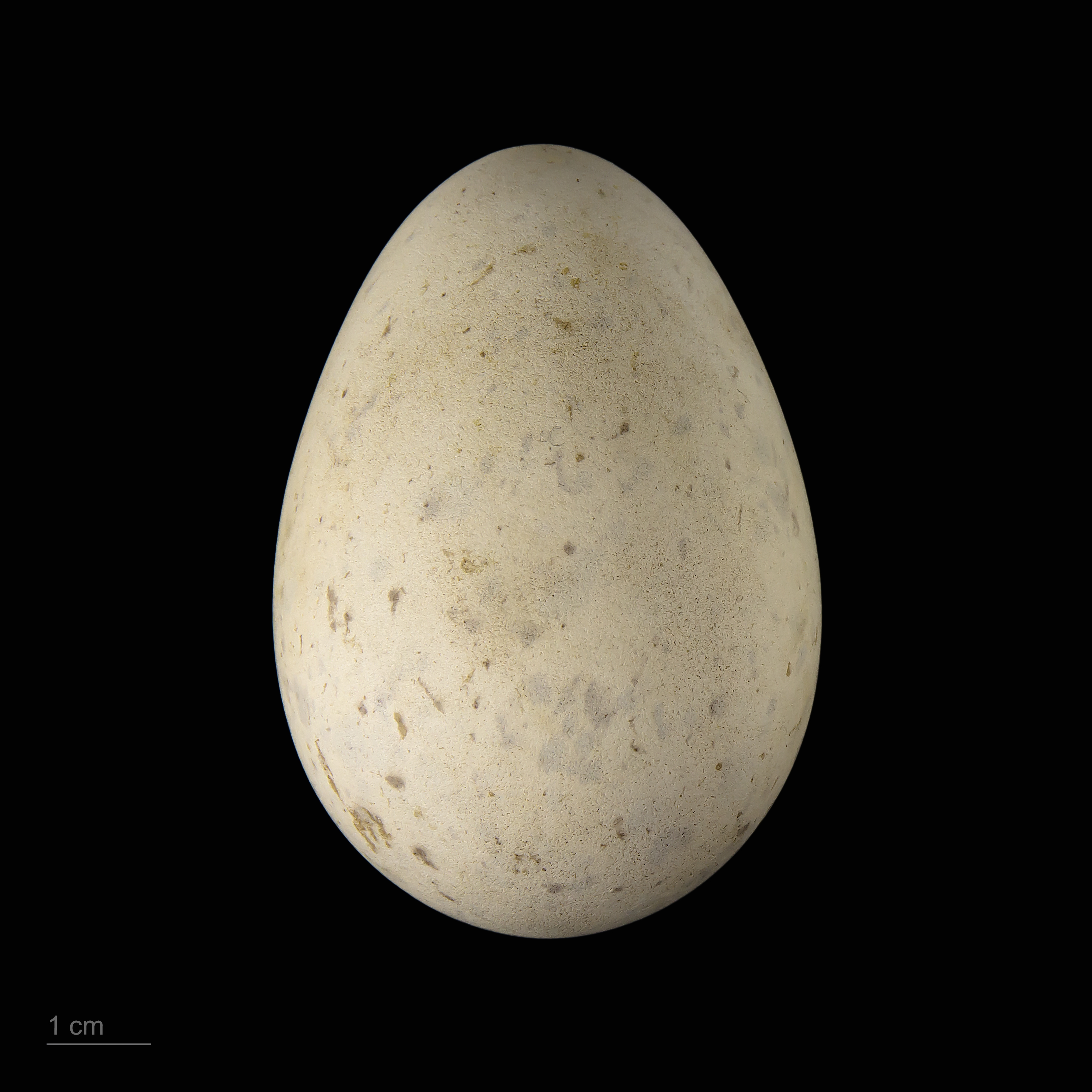
Fratercula arctica arctica - MHNT.

Después de pasar el invierno solos en el océano, no está claro si el frailecillo atlántico se encuentra con su pareja fuera del agua o si se encuentran cuando regresan al nido del año anterior. En tierra se dedican a mejorar y deshabitar la madriguera. Muy seguido, uno se queda en la entrada, mientras el otro excava, sacando tierra y arena. Algunas aves recolectan tallos y fragmentos de pasto seco para usarlos como materiales para los nidos. A veces, toman materiales debajo de la tierra, para traerlos y ser descartados. Aparte de construir nidos, las aves reparan sus lazos estableciendo un orden de importancia. En este caso, las aves se acercan a la otra, moviendo la cabeza de lado a lado, y luego haciendo ruido con sus picos. Este parece ser un elemento importante de su cortejo porque es repetitivo, y las aves siguen juntando los picos a lo largo de la temporada de apareamiento.
El frailecillo atlántico es sexualmente maduro a la edad de cuatro o cinco años. Estas aves anidan en colonias, excavan madrigueras en acantilados cubiertos de hierba o reutilizando agujeros previamente excavados, también pueden anidar en grietas o cerca de rocas y guijarros. Asimismo, compite con distintos animales por las madrigueras. Tiene la habilidad de escarbar su propio hoyo o moverse a uno ya cavado por un conejo y es conocido por picotear y sacar al ocupante original. Algunas pardelas también anidan debajo de la tierra y viven en sus propias madrigueras junto a los frailecillos, y sus actividades en las madrigueras pueden provocar que se abran paso hacia las madrigueras de los frailecillos, de tal manera que se pierde el huevo. Son monógamos (tienen una sola pareja de por vida) y cuidan de manera biparental a la cría. El macho pasa más tiempo cuidando y manteniendo el nido mientras la hembra se dedica a la incubación y alimentación del polluelo.
Los polluelos requieren de 34 a 50 días para emplumecer, el periodo depende de la abundancia de la comida. En los años en que hay poco pescado, toda la colonia experimenta mayor periodo de plumaje, aunque lo normal es de 38 a 44 días, para este momento, el polluelo ha alcanzado 75 % de su peso. El polluelo puede defecar en la entrada de la madriguera, pero normalmente no sale al aire libre y parece tener una aversión inicial hacia la luz hasta que casi tiene todas sus plumas. Aunque el suministro de pescado de los adultos disminuye en los últimos días en el nido, el polluelo no es abandonado, como sucede con las pardelas. En algunas ocasiones, se ha observado a un adulto llevando provisiones a un nido aun cuando el polluelo se ha ido. Durante los últimos días debajo de la tierra, el polluelo se despoja de la tierra y el plumaje juvenil es revelado. Su pico relativamente pequeño y sus patas son de color oscuro, ya que carece de las manchas faciales blancas del adulto. El polluelo abandona su nido en la noche, cuando el riesgo de depredación es menor. Cuando llega el momento, se separa de la madriguera, por lo general, por primera vez, y camina, corre y hace su camino hacia el mar. No puede volar correctamente, por lo que descender del acantilado es peligroso; cuando llega al agua rema, y puede estar a tres kilómetros de distancia de la costa al amanecer. No se junta con otros de su especie y no regresa a la tierra en dos o tres años.